# Глобальна система спостереження за планетою Земля
Глобальна система спостереження за планетою Земля (ГЕОСС) (англ. Global Earth Observing System of Systems (GEOSS))

## Діяльність
З 2003 р. з ініціативи першого Самміту зі спостереження за Землею ведеться робота зі створення всеосяжної скоординованої і стійкої системи спостережень за планетою Земля на базі існуючих систем спостережень.
Десятирічний план здійснення ГЕОСС (GEOSS) був схвалений на третьому Самміті спостережень за Землею (Брюссель, 16 лютого 2005 р.). На цьому самміті була встановлена Міжурядова група зі спостереження за планетою Земля (ГСЗ) для реалізації плану здійснення ГЕОСС. Секретаріат ГСЗ був розміщений в Женеві. Міжурядова океанографічна комісія ЮНЕСКО (МОК-ЮНЕСКО) брала активну участь в розробці плану, враховуючи що Глобальна система спостережень за океаном (ГССО) розглядається як ключовий компонент ГЕОСС в таких сферах діяльності ГЕОСС як клімат, екосистеми і біологічні системи.
Концепція ГЕОСС була схвалена на 37-й сесії Виконавчої ради МОК.
Асамблея затвердила концепцію ГЕОСС і підтримала десятирічний план її здійснення.
Асамблея знову підкреслила важливий внесок МОК в ГЕОСС передусім програми ГССО, а також Спільної комісії з океанографії та морській метереології (СКОММ), системи Міжнародного обміну океанографічними даними (МООД), Комплексного управління прибережними районами морів і океанів (ІКАМ), робіт з картування океану і створення потенціалу, а також розвитку систем попередження про цунамі.
Асамблея прийняла резолюцію з цього питання «Глобальна система систем спостереження Землі (ГЕОСС» (Резолюція XXIII-1), в якій відмічається необхідність обліку діяльності МОК в реалізації плану ГЕОСС, забезпечення обміну даними відповідно до політики МОК в області обміну океанографічними даними і з обліком міжнародно — правових актів і національного законодавства, і забезпеченні ефективної ролі ООН в справі координації, планування і створення ГЕОСС. Особливо відмічається важливість координації розвитку ГЕОСС з діяльністю МОК в розвитку ефективних систем попередження про цунамі.

## Див також
- Кліматична модель
- Програма «Коперник»

## Корисні посилання
- Earth Observation Summit (July 2003)
- U.S. Environmental Protection Agency GEOSS WebSite [Архівовано 26 травня 2007 у Wayback Machine.]
- EPA Testimony on GEOSS before the Committee on Energy and Commerce Subcommittee on Oversight and Investigations; United States House of Representatives. March 9, 2005 [Архівовано 10 жовтня 2007 у Wayback Machine.]
- Group on Earth Observations [Архівовано 27 серпня 2007 у Wayback Machine.]
- NOAA's Global Earth Observations System WebSite
- GEOSS 10-Year Implementation Plan [Архівовано 28 вересня 2007 у Wayback Machine.]
- Resolution of the Third Earth Observation Summit (As adopted 16 February 2005) [Архівовано 28 вересня 2007 у Wayback Machine.]
- European Space Agency Earth Observation Portal
- Infusing satellite Data into Environmental Applications [Архівовано 25 серпня 2007 у Wayback Machine.]
- NASA's Earth Observing System [Архівовано 12 листопада 2004 у Wayback Machine.]
- Final Strategic Plan for the U.S. Integrated Earth Observation System
- Follow-Up:  IEOS Public Engagement Workshop
- IOOS — Integrated Ocean Observing System IOOS[en]